# Reichenstraße 43 (Quedlinburg)

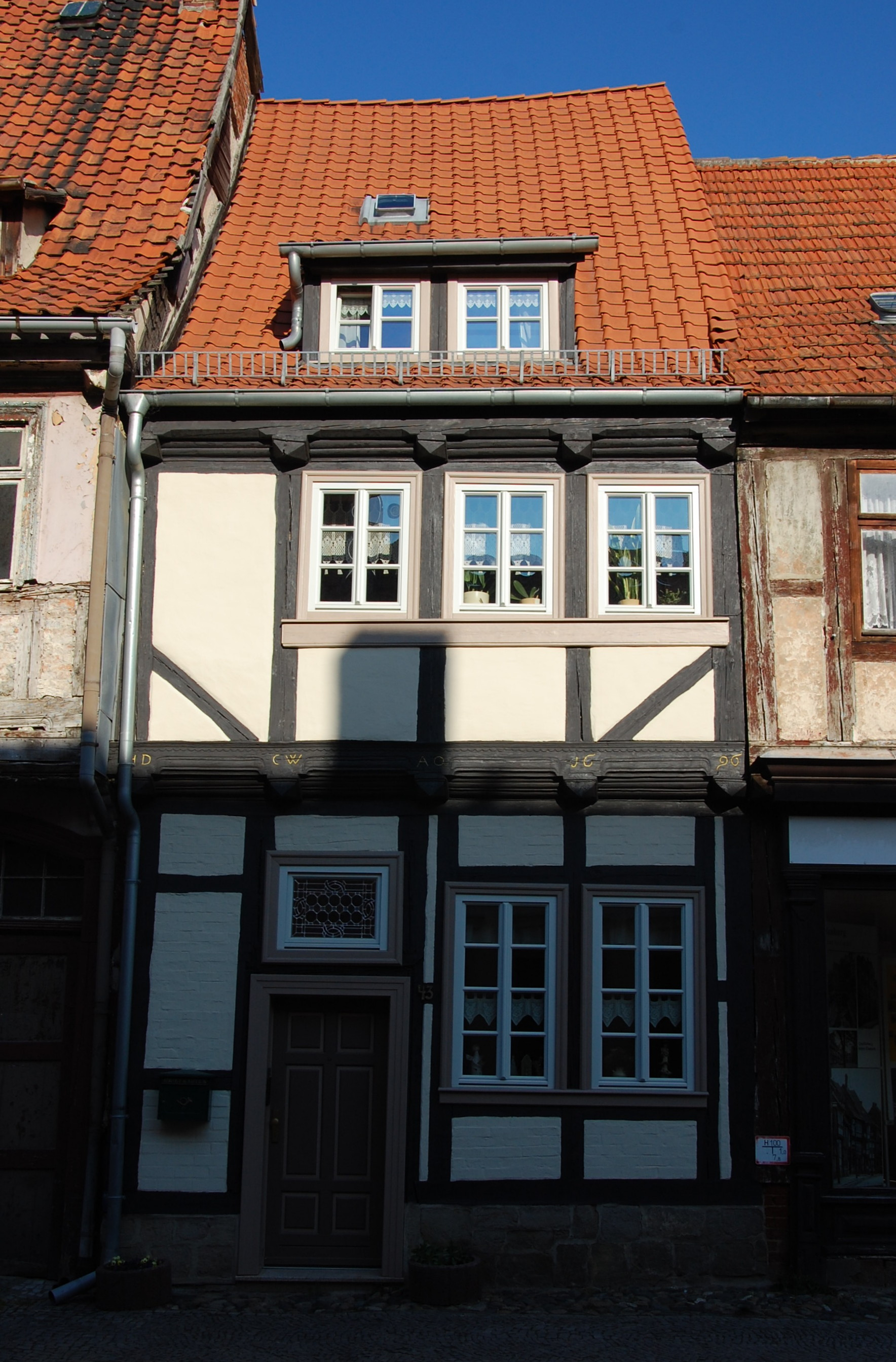
Haus Reichenstraße 43

Das Haus Reichenstraße 43 ist ein denkmalgeschütztes Gebäude in der Stadt Quedlinburg in Sachsen-Anhalt.

## Lage
Es befindet sich im nördlichen Teil der historischen Quedlinburger Neustadt und gehört zum UNESCO-Weltkulturerbe. Das Gebäude ist im Quedlinburger Denkmalverzeichnis als Wohnhaus eingetragen. Nördlich grenzt das gleichfalls denkmalgeschützte Haus Reichenstraße 42, südlich das Haus Reichenstraße 44 an.

## Architektur und Geschichte
Das kleine zweigeschossige Fachwerkhaus umfasst in seiner Breite lediglich vier Gebinde. Nach einer an der Stockschwelle des Hauses befindlichen Inschrift entstand das Gebäude im Jahr 1696. Darüber hinaus ist ein Monogramm CW zu lesen. Am Fachwerk finden sich Pyramidenbalkenköpfe, Fußbänder, ein Fries sowie Schiffskehlen oder Fasungen an den Schwellen. Die Haustür ist mit einem Oberlicht versehen.